# IPC - Facultés libres de philosophie et de psychologie
Pour les articles homonymes, voir IPC.
 (mars 2017).
IPC - Facultés libres de philosophie et de psychologie est un établissement d'enseignement supérieur privé d'intérêt général (EESPIG) créé en 1969 sous la forme d'une association à but non lucratif. Situé à Paris, 70 avenue Denfert-Rochereau, il propose des formations dans les domaines de la philosophie et la psychologie par la préparation aux diplômes nationaux de licence (bac +3), un cursus propre niveau master, et des équipes de recherche post-doctorale. Fondé par André et Marcel Clément, l'IPC a été dirigé par Michel Boyancé de 1999 à 2020. Il est actuellement dirigé par Emmanuel Brochier, maître de conférences en philosophie.
Depuis 2007, l'IPC assure la publication de ses ouvrages par les Presses Universitaires de l'IPC, diffusées et distribuées par les éditions Vrin.
L'IPC a l'ambition de transmettre une philosophie ouverte sur les questions de Foi[source insuffisante].
La grande majorité des étudiants, des enseignants et des professeurs sont issus du milieu chrétien et catholique. Il y a une petite chapelle dans les locaux de l'IPC pour cette raison.

## Présentation
L'IPC a été créé en 1969 comme « Institut de philosophie comparée ». Elle est fondée sur une association à but non lucratif. Elle a bénéficié du soutien à ses débuts de l’Association des parents pour la promotion de l’enseignement supérieur libre (APPESL) d'Aimé Aubert - Michel Boyancé préside aujourd'hui cette association -, qui a appuyé la création de plusieurs facultés privées non confessionnelles mais fondées sur des valeurs chrétiennes. L'IPC a été présidée de 1969 à 1976 par Hubert le Griel, puis par André Clément jusqu'en 1995, également Doyen fondateur. Parmi ses premiers professeurs figurent Marcel Clément, frère d'André, Thomas De Koninck, André Lamarche, Aline Lizotte, Henri Marduel, professeur d'université à Lyon, Jacques de Monléon et le père Marie-Dominique Philippe.
En 1971, l’IPC signe une convention avec l’Université Paris IV - Sorbonne en devenant une faculté et à cette occasion change de nom. L'IPC s’appelle alors « Faculté libre de philosophie comparée (FLPC) ».
En 1999, Michel Boyancé prend les fonctions de direction et entreprend de modifier la pédagogie et les orientations fondamentales par, notamment, des liens avec l'État, les universités publiques et les instituts catholiques. Il élargit le corps professoral.
En 2002, l’IPC prend son nom actuel d' « IPC - Facultés libres de philosophie et de psychologie » et ouvre une préparation à la licence d'État en psychologie. L'IPC prépare désormais aux diplômes nationaux dans le cadre d'un jury rectoral (article 613-7 du code de l'éducation).
En avril 2010, l'IPC fête ses quarante ans,.
Depuis 2010, l'IPC est en contrat avec l'État.
En 2015, l'IPC reçoit la nouvelle qualification d'établissement d'enseignement supérieur privé d'intérêt général.
En 2016, l'IPC, ouvre une préparation aux concours du travail social, en partenariat avec la Fondation d'Auteuil.
En 2017, l'IPC, en partenariat avec le collège Stanislas à Paris, ouvre une formation Médecine et Philosophie pour les étudiants en médecine.

## Formation en philosophie
L'HCERES a évalué l'IPC comme tous les établissements EESPIG.
Il valide 1 800 heures pour le premier cycle, soit 600 heures par an.

## Formation en psychologie
La « psychologie » enseignées à l'IPC s'articule suivant deux approches : d'une part, la psychologie en tant que science humaine et sociale ; d'autre part, la psychologie rationnelle, ou anthropologie philosophique.

## Recherche post-doctorale
Depuis 2016, l'IPC structure sa recherche post-doctorale autour de trois axes de recherche, l'un en philosophie pratique, le second en philosophie spéculative et le troisième en psychologie.
En 2018, l'IPC organise une journée d'études Le bien commun comme finalité de l'entreprise, en partenariat avec le Master Humanités et Management de l'Université Paris-Nanterre, avec la Rimhe – Revue Interdisciplinaire Management, Homme & Entreprise, avec le laboratoire CERES de l'Institut Catholique de Toulouse, et avec la SPSG, Société de philosophie des sciences de gestion.[réf. nécessaire]
En 2019, l'IPC organise un colloque international Arthur S. Eddington: From Physics to Philosophy and Back Again, en partenariat avec l'Observatoire de Paris, l'Institut d'Astrophysique de Paris, l'International Astronomical Union, la British Society for the History of Science (en), les Archives Henri-Poincaré, et le Trinity College, Cambridge.
En 2020, l'IPC organise un colloque sur l'école philosophique de Laval, en partenariat avec Université Laval au Québec, l'université St Thomas, Houston (TX), USA, la Universidad santo Thomas, Chili, Thomas Aquinas College (CA), USA[réf. nécessaire].

### Sources primaires (IPC)
1. ↑  Article sur le site de l'IPC, sur ipc-paris.fr
2. ↑  « IPC », sur ipc-paris.fr
3. ↑  « FR », sur ipc-paris.fr (consulté le 12 mars 2017)
4. ↑  « Médecine et Philosophie », sur ipc-paris.fr (consulté le 16 avril 2020)
5. ↑  « Organisation et programme des cours », sur IPC (consulté le 12 mars 2017).
6. ↑  « Axe de recherche « Philosophie pratique et société moderne » », sur IPC - Facultés Libres de Philosophie et de Psychologie (consulté le 24 juin 2020)
7. ↑  « Axe de recherche « Métaphysique, Philosophie de la nature et pratiques scientifiques » », sur IPC - Facultés Libres de Philosophie et de Psychologie (consulté le 24 juin 2020)
8. ↑  « Axe de Recherche « Raisonnement, Explication, Incertitude» », sur IPC - Facultés Libres de Philosophie et de Psychologie (consulté le 24 juin 2020)